# Ciudad (Nueva Jersey)
Una ciudad en el contexto de gobierno local de Nueva Jersey se refiere a uno de los cinco tipos y uno de once formas de gobierno municipal.
A pesar de la percepción generalizada de que una ciudad debe ser grande, tanto en población como área urbana, las ciudades de Nueva Jersey tienen una historia confusa como gobierno local y varían en tamaño desde grandes y densamente pobladas a pequeñas aldeas. 